# Ylva Källström-Eklund
Ingrid Ylva Birgitta Källström-Eklund, född 4 mars 1933 i Stockholm, död 17 april 1988 i Uppsala, var en svensk illustratör av barnböcker, läromedel, sångböcker, kokböcker, informationsmaterial och faktaböcker, samt formgivare av handtryckta textilier. 
Källström-Eklund var uppvuxen i Bromma och utbildade sig på Beckmans designhögskola, arbetade sedan på Esselte som reklamtecknare innan hon övergick till att frilansa. Hon debuterade som barnboksillustratör 1956 med Sagan om Törnrosa, återberättad av Ester Salminen. Under 1960-talet medverkade hon flitigt i barntidningen Sveriges Vår och under 1980-talet ritade hon i ICA-kuriren. Hon gjorde också många fina Uppsalabilder med såväl historiska personer som miljöer. Hon illustrerade 1970-talets mest använda läsebok Nu läser vi med barnen Tor och Lena som huvudpersoner.
Hon var gift med Karl Thorild Eklund (1930–1996) och mor till Petter Eklund, Erika Eklund och Sara Eklund.

## Verk i urval

### Barnböcker
- Sagan om Törnrosa, 1956
- Resan tillbaka 1962
- Joakim och bladgubben 1964, Gunvor Håkansson, Svensk Läraretidnings förlag
- Dockan som var en fe 1957, Rumer Godden, Svensk Läraretidnings förlag
- Vipplala kommer tillbaka 1965, A Schmidt Rabén & Sjögren
- Äventyret Alhambra 1958, Mio Martinell, Sv Läraretidnings förlag
- Brotrollen 1961, Gunhild Sehlin, AWE/Gebers
- Ta fast kungen 1960, Kung på låtsas 1961, Lennart Forsberg, AWE/Gebers
- Ditt och datt på måfå 1958, Ditt och datt i urskogen 1959, Jan-Olof Ekholm, AB Lindqvists förlag
- Drake i huset 1960, M C Borer, R&S
- Kei-lin och draken 1961, E Read, R&S
- Spirre spindel på prärien, Anders Frostensson
- Dockmans äventyr 1961, Parrish, Sv Läraretidnings förlag
- Bollen som kom bort, 1958, R&S
- Gubben och kanariefågeln 1960, Hans Peterson, R&S

Bengta Olsson
- Lill-snickarfamiljen i dockskåpet 1967
- Lill-snickarna liftar till Italien 1969
- Lill-snickarna på Skansen 1971, Sv Läraretidnings förlag

Inger Skote
- Mikaels äventyr i höghuset 1965
- Mikaels hemliga trädklubb 1966
- Mikaels bästa sommar 1970
- Tusse börjar i lekis 1967
- Jag kan trolla med mitt hus 1971
- Per och Pia på långfärd 1968, AWE/Gebers

- Jag kan köra alla bilar 1965
- Jag kan laga alla bilar 1971, Karin Nyman, R&S
- Den nya vägen 1965
- Den nya bron 1967
- Det nya huset 1962, Hans Peterson, R&S

Kerstin Sundh
- Skomakarungen 1977
- Önskeklövern 1978
- Viktor 1979, AWE/Gebers

Edith Unnerstad
- Sagor vid dammen 1965
- Vi tänkte gå till skogen 1963
- Lasseman spelar 1958
- Två små fnissor 1966
- Kasperssons far till landet 1969, Rabén & Sjögren

### Läromedel
- Nu läser vi A-F, Borrman, Salminen Wigforss, Matthis, Almqvist & Wiksell 1970-73
- Svenska för dig, Natur och Kultur
- Nu ska vi tala och skriva 1968, Borrman, Larsson, A&W

### Visböcker
Gullan Bornemark
- Gubben i lådan 1962
- Hallå hallå 1964
- Musseri Mussera 1967
- Herr Gårman, A&W

- Våra visor 1965, Brodin Härén Hellsing, A&W
- Vi är sprattelgubbar 1967, Karin Anehus, + omslag till EP-skiva

### Övrigt
- Dukar och bonader, Gamlestaden
- Året Runt, väggalmanackor 1972+73
- OM-kalendern 1974 (till OM-programmen i TV)
- LP-skivor Törnrosa/Mästerkatten, Ingen rövare finns i skogen/Nils Karlsson Pyssling, Askungen/Hans och Greta, Snurr-skivan
- Så här är det hos oss på lantgården, LRF 1975
- Svenska Landskapsrätter 1963, red Oskar Jakobsson, Generalstabens litografiska anstalts förlag
- Medverkan i barntidningen Sveriges Vår
- Bilder för Uppsala Kommun och landsting